# Colección Arqueológica de Ano Potamiá
La Colección Arqueológica de Ano Potamiá es una colección o museo de Grecia ubicada en la localidad de Ano Potamiá, en la isla de Eubea. Fue organizada por Efi Sapouná.
Esta colección contiene una serie de piezas arqueológicas procedentes principalmente de la colina de Kastrí, donde se han hallado restos arqueológicos que abarcan periodos comprendidos entre el neolítico y el periodo helenístico. Estos restos se han relacionado con la antigua ciudad de Cime, acerca de la que la tradición decía que había sido la metrópoli de colonos que habían fundado la colonia de Cumas, en la Magna Grecia.